# Кайова (язык)
Кайова — язык народа кайова, один из индейских языков США. Относится к кайова-таноанской семье языков. Распространён главным образом в округах Каддо, Кайова и Команч штата Оклахома.
Марианна Митун сообщает о 300 носителях языка на 1999 год. Intertribal Wordpath Society — некоммерческая организация по сохранению коренных языков Оклахомы оценивает максимальное число говорящих в 400 человек. Справочник Ethnologue говорит о 1 100 носителях (по данным переписи 2000 года). Как и большинство индейских языков США, кайова находится на грани вымирания. Большинство носителей — пожилые люди.